# Douglas Burke
Douglas „Doug“ Lambert Burke (* 30. März 1957 in Modesto, Kalifornien) ist ein ehemaliger Wasserballspieler aus den Vereinigten Staaten. Er gewann 1984 die olympische Silbermedaille. 1979, 1983 und 1987 siegte er mit dem Team der Vereinigten Staaten bei den Panamerikanischen Spielen.

## Karriere
Der 1,83 m große Burke spielte zunächst für die Stanford University, 1976 und 1978 gewann er mit Stanford die College-Meisterschaft. Nach seiner Graduierung zog er nach Los Angeles, spielte für den Wasserballverein der University of California, Los Angeles und absolvierte ein MBA-Studium.
Burke gewann 1979 mit der Studenten-Mannschaft der Vereinigten Staaten den Titel bei der Universiade in Mexiko-Stadt. Im gleichen Jahr siegte er mit der Nationalmannschaft bei den Panamerikanischen Spielen 1979 in San Juan vor den Mannschaften aus Kuba und Kanada. Die Olympischen Spiele 1980 verpasste Burke wegen des Olympiaboykotts.
1982 belegte er mit der US-Mannschaft den sechsten Platz bei der Weltmeisterschaft in Guayaquil. Im Jahr darauf siegte das US-Team bei den Panamerikanischen Spielen 1983 in Caracas, auf den Medaillenrängen folgten Kuba und Kanada. Bei den Olympischen Spielen 1984 in Los Angeles hatte seine Mannschaft eine Torbilanz von 32:17 in der Vorrunde und von 43:34 in der Hauptrunde. Das letzte Spiel gegen Jugoslawien endete mit 5:5, die Jugoslawen erhielten wegen der mehr erzielten Tore die Goldmedaille vor dem US-Team. Burke erzielte in sieben Spielen drei Tore.
Bei der Weltmeisterschaft 1986 in Madrid belegte die Mannschaft aus den Vereinigten Staaten den vierten Platz hinter den Teams aus Jugoslawien, Italien und der Sowjetunion. Im Jahr darauf siegte das US-Team bei den Panamerikanischen Spielen in Indianapolis vor Kuba und Brasilien.
Burke war in erster Ehe mit der Olympiasiegerin im Synchronschwimmen Candy Costie verheiratet, später wurde er in zweiter Ehe Vater von vier Kindern. Er baute nach seinem Studium in Oregon zwei Firmen für Backprodukte auf, die er zwanzig Jahre lang führte und dann an Cargill verkaufte. Nach vier Jahren bei Cargill und einem Sabbatical gründete Burke eine Unternehmensberatung.